# Peñas de Arnedillo. Peñalmonte y Peña Isasa
Peñas de Arnedillo. Peñalmonte y Peña Isasa este o arie protejată (arie specială de conservare — SAC, sit de importanță comunitară — SCI, arie de protecție specială avifaunistică — SPA) din Spania întinsă pe o suprafață de 3.436,63 ha, integral pe uscat.

## Localizare
Centrul sitului Peñas de Arnedillo. Peñalmonte y Peña Isasa este situat la coordonatele 42°10′25″N 2°09′35″W / 42.1736°N 2.1597°V.

## Înființare
Situl Peñas de Arnedillo. Peñalmonte y Peña Isasa a fost declarat arie de protecție specială avifaunistică în ianuarie 1990 pentru a proteja 28 de specii de animale. Alte tipuri de protecție:
- sit de importanță comunitară (în aprilie 1999)
- arie specială de conservare (în februarie 2014)[1][3][4]

## Biodiversitate
Situată în ecoregiunea mediteraneană, aria protejată conține 8 habitate naturale: Râuri mediteraneene cu debit permanent și vegetație de Glaucium flavum, Formațiuni stabile xerotermofile de Buxus sempervirens pe pante stâncoase (Berberidion p.p.), Matorral arborescenți cu Juniperus spp., Păduri mediteraneene de Taxus baccata, Pante stâncoase calcaroase cu vegetație casmofită, Vegetație gipsofilă iberică (Gypsophiletalia), Păduri de Quercus ilex și Quercus rotundifolia, Lande oro-mediteraneene cu formațiuni endemice de grozamă.
La baza desemnării sitului se află mai multe specii protejate:
- păsări (18): pescăruș albastru (Alcedo atthis), fâsă-de-câmp (Anthus campestris), acvilă de munte (Aquila chrysaetos), Aquila fasciata, buha (Bubo bubo), caprimulg (Caprimulgus europaeus), șerpar (Circaetus gallicus), presură de grădină (Emberiza hortulana), șoim călător (Falco peregrinus), Galerida theklae, vulturul pleșuv sur (Gyps fulvus), acvilă pitică (Hieraaetus pennatus), sfrâncioc roșiatic (Lanius collurio), ciocârlie de pădure (Lullula arborea), vultur egiptean (Neophron percnopterus), Oenanthe leucura, Pyrrhocorax pyrrhocorax, silvie de tufiș (Sylvia undata)
- amfibieni (1): Discoglossus galganoi
- mamifere (5): vidră de râu (Lutra lutra), liliac cu aripi lungi (Miniopterus schreibersii), nurcă (Mustela lutreola), liliacul mediteranean cu potcoavă (Rhinolophus euryale), liliacul mic cu potcoavă (Rhinolophus hipposideros)
- nevertebrate (2): Austropotamobius pallipes, rădașcă (Lucanus cervus)
- pești (2): Achondrostoma arcasii, Parachondrostoma miegii

Pe lângă speciile protejate, pe teritoriul sitului au mai fost identificate 3 specii de plante, 5 specii de amfibieni, 3 specii de mamifere, 1 specie de nevertebrate, 1 specie de pești, 1 specie de reptile.